# De yndefulde mænd
De yndefulde mænd er en dokumentarfilm fra 1992 instrueret af Kim Jespersen efter manuskript af Henrik Fleischer.

## Handling
Optaget i Brasilien i 1987 ved Verdenmesterskabet i formationspring for faldskærmsspringere. Filmen viser i sine fritfaldssekvenser et imponerende syn på sporten. Poetisk og musikalsk beskriver DE YNDEFULDE MÆND de besynderlige ritualer, når springerne skal falde ud af flyvemaskiner.